# 李封
李封 （？—195年），東漢末年呂布麾下將領，任治中。

## 生平
興平二年（西元195年），曹操、呂布相攻，李封與薛蘭在鉅野駐紮，兩人招曹操部將李乾叛降，李乾不願降呂布，於是被殺。李乾之子李整帶兵為父報仇與曹操諸將擊殺李封與薛蘭。